# バイオレット・ブルー
バイオレット・ブルー（Violet Blue、9月22日生）は、アメリカ合衆国の作家。
これまでセックスに関する本を執筆し、2001年に出されたSweet Life: Erotic Fantasies for Couplesをはじめとするエロティカもののアンソロジーを編集した。
2010年まで『サンフランシスコ・クロニクル』にセックス関連のコラムを執筆していた。
自身が配信するポッドキャスト" Open Source Sex"で、彼女はエロティカを読み、フェティッシュやオーラルセックスについて話し合っている 。
また、彼女は San Francisco Sex Information でもこのようなテーマの講義をしている。